# Saint-Perreux
Saint-Perreux é uma comuna francesa na região administrativa da Bretanha, no departamento Morbihan. Estende-se por uma área de 6,21 km². Em 2010 a comuna tinha 1 152 habitantes (densidade: 185,5 hab./km²).